# Голіадор (Кишинів)
«Голіадор-СС 11» (рум. CS Goliador-SS 11 Chișinău)  — молдовський жіночий футбольний клуб з Кишинева.

## Історія
Команда виступає у вищому дивізіоні чемпіонату Молдови. У сезоні 2010/11 років команда оформила «золотий дубль», виграла чемпіонат та кубок країни. Дебютував на євроарені в кваліфікаційному раунді Ліги чемпіонів 2011/12. «Голіадор» програв усі свої матчі, при цьому не відзначився жодним голом. 
Команда виграла свій другий чемпіонський титул у сезоні 2012/13 роках, випередивши ФК «Норок» в останньому турі. А третій чемпіонський титул столичний клуб виборов 2014 року.

## Досягнення
- Вища ліга Молдови
  -  Чемпіон (3): 2011, 2013, 2014

- Кубок Молдови
  -  Володар (1): 2011

## Статистика виступів у єврокубках
| Змагання               | Раунд                 | Країна             | Клуб                     | Результат |
| ---------------------- | --------------------- | ------------------ | ------------------------ | --------- |
| Ліга чемпіонів 2011/12 | Кваліфікаційний раунд | Греція             | ПАОК                     | 0–3       |
| Ліга чемпіонів 2011/12 | Кваліфікаційний раунд | Швейцарія          | Янг Бойз Фроєн           | 0–7       |
| Ліга чемпіонів 2011/12 | Кваліфікаційний раунд | Північна Македонія | Наше Таксі               | 0–6       |
| Ліга чемпіонів 2013/14 | Кваліфікаційний раунд | Ізраїль            | АСА Тель-Авів Юніверситі | 0–6       |
| Ліга чемпіонів 2013/14 | Кваліфікаційний раунд | Кіпр               | Аполлон (Лімассол)       | 0–1       |
| Ліга чемпіонів 2013/14 | Кваліфікаційний раунд | Словаччина         | Нове Замки               | 0–6       |
| Ліга чемпіонів 2014/15 | Кваліфікаційний раунд | Хорватія           | Осієк                    | 0–12      |
| Ліга чемпіонів 2014/15 | Кваліфікаційний раунд | Сербія             | Спартак (Суботиця)       | 0–19      |
| Ліга чемпіонів 2014/15 | Кваліфікаційний раунд | Греція             | Амазонес Драмас          | 0–11      |